# أندرياس بوشالاكيس
أندرياس بوشالاكيس (باليونانية: Ανδρέας Μπουχαλάκης) (5 أبريل 1993 كاندية اليونان - ) هو لاعب كرة قدم يوناني، يلعب كلاعب وسط.

## روابط خارجية
- أندرياس بوشالاكيس على موقع الاتحاد الدولي (مؤرشف)  (الإنجليزية)
- أندرياس بوشالاكيس على موقع الاتحاد الأوربي (الإنجليزية)
- أندرياس بوشالاكيس على موقع إي إس بي إن إف سي (الإنجليزية)
- أندرياس بوشالاكيس على موقع قاعدة بيانات كرة القدم.إي يو (الإنجليزية)
- أندرياس بوشالاكيس على موقع ليكيب (الفرنسية)
- أندرياس بوشالاكيس على موقع ناشيونال فوتبول تيمز (الإنجليزية)
- أندرياس بوشالاكيس على موقع Soccerbase.com (لاعب) (الإنجليزية)
- أندرياس بوشالاكيس على موقع Soccerway.com (الإنجليزية)
- أندرياس بوشالاكيس على موقع عالم كرة القدم.نت (الإنجليزية)
- أندرياس بوشالاكيس على موقع AS.com (الإسبانية)